# Stromflusswinkel
Der Stromflusswinkel ist ein Begriff aus der Elektrotechnik und bezeichnet besonders bei Netzspannungs-Verbrauchern die Zeitspanne, während der periodisch ein Strom fließt, wenn er nicht während der gesamten Periodendauer der Wechselspannung fließt. In Analogie zum Phasenverschiebungswinkel wird diese Zeitspanne als Stromflusswinkel angegeben. Seine Anwendung findet er beispielsweise bei der Erklärung von Gleichrichter- und Thyristorschaltungen.

## Angaben, Anforderungen
Ist ein Strom von einem Zeitpunkt {\displaystyle t_{1}} bis zu einem Zeitpunkt {\displaystyle t_{2}} eingeschaltet (bei netzsynchroner Wiederholung), so ist bei einer Periodendauer {\displaystyle T} der Netzspannung der Stromflusswinkel {\displaystyle \Phi } definiert über die Phasenwinkel {\displaystyle \varphi (t)} durch
{\displaystyle \Phi =\varphi (t_{2})-\varphi (t_{1})={\frac {360^{\circ }}{T}}(t_{2}-t_{1})}.
Er kann bei Einphasenwechselstrom im Prinzip 0 … 180° betragen, wobei sich die Grenzbereiche mit Thyristoren schaltungstechnisch nicht leicht realisieren lassen. Je nach Schaltung kann der Strom aber bereits nach 180° periodisch sein. In diesem Fall bedeutet ein Winkel von 180° einen nichtlückenden Betrieb.
Stromflusswinkel < 180° bedeuten eine Unterbrechung des Stroms. Sie treten bei nichtlinearen Verbrauchern auf. Dazu gehören Gleichrichter, Dimmer, Thyristorsteller oder Gasentladungslampen.
Genaugenommen müsste man noch die Schwelle (Stromstärke) angeben, ab der man „Strom fließt“ definiert. Diese ist nicht einheitlich festgelegt; für die meisten Anwendungen ist der Zeitpunkt des Übergangs vom Sperrstrom zum Durchlassstrom oder umgekehrt für den Stromflusswinkel ausreichend scharf angebbar.
Bei gleicher Leistung am Verbraucher belastet ein Strom mit geringem Stromflusswinkel die Leitungen oder auch Transformatoren viel stärker als Strom mit sinusförmigem Verlauf, weshalb man einen möglichst großen Stromflusswinkel anstrebt. Andererseits will man in Gleichrichterschaltungen eine geringe Restwelligkeit erreichen, wozu man einen geringen Stromflusswinkel anstrebt. Im zweiten Fall wählt man das Produkt aus Verbraucherwiderstand und Kapazität möglichst groß ({\displaystyle RC\gg {\frac {T}{2}}} = 10 ms im 50-Hz-Netz).

## Beispiele

Typische Gleichrichterschaltung mit Transformator T (nur Sekundärwicklung), Gleichrichter G, Glättungskondensator C, Verbraucher R

Typischer Spannungsverlauf am Verbraucher R
Rot: C wird von T geladen
Blau: C wird von R entladen

Gleichrichter mit angeschlossenem Glättungskondensator
Da der Kondensator nur nachgeladen werden kann, wenn die Augenblickspannung der sinusförmigen Eingangsspannung (Netzspannung oder Sekundärspannung eines Transformators) größer ist als die Kondensatorspannung, muss in dieser kurzen Zeit die gesamte Leistung aus dem Netz gezogen werden. Der Strom im Transformator und Gleichrichter ist also für kurze Zeit sehr hoch und für den Rest der Zeit null.
Im Bild zum Spannungsverlauf ist der zugehörige Stromflusswinkel mit {\displaystyle \alpha } gekennzeichnet; er beträgt dort ca. 30°; nur für etwa ein Sechstel der Zeit fließt Strom, der dann im Scheitelwert weit mehr als das Sechsfache des Gleichwertes am Verbraucher annimmt.
Auf der Eingangsseite entstehen größere Verluste, da der Effektivwert des Stromes dessen Gleichrichtwert umso mehr überragt, je ausgeprägter die Stromspitze wird. Bei gegebenen ohmschen Widerständen (Netz- und ggf. Transformator-Innenwiderstand) steigt die Verlustleistung mit dem Quadrat des Strom-Effektivwertes an.
Es entstehen Oberschwingungen und damit Verzerrungsblindleistung. Abhilfe schafft eine Leistungsfaktorkorrektur (PFC) oder im einfachsten Fall eine Drossel / Spule vor oder nach dem Gleichrichter.
Thyristorsteller bzw. Triacsteller oder Dimmer (Phasenanschnittsteuerung)
Die Verstellung des Stromflusswinkels dient hier der Leistungssteuerung. Allzu große Spitzenströme werden mit Drosseln vermieden.